# NGC 6079
NGC 6079 é uma galáxia elíptica (E) localizada na direcção da constelação de Draco. Possui uma declinação de +69° 39' 58" e uma ascensão recta de 16 horas, 04 minutos e 28,7 segundos.
A galáxia NGC 6079 foi descoberta em 6 de Maio de 1791 por William Herschel.